# Nine (filme)
Nine é um filme musical, de 2009, dirigido por Rob Marshall. O roteiro, de Michael Tolkin e Anthony Minghella, é baseado no livro de Arthur Kopit do musical da Broadway de mesmo nome, de 1982, que foi derivado de uma peça italiana de Mario Fratti, inspirada pelo filme autobiográfico de Federico Fellini, 8½. Maury Yeston compôs a música e escreveu as letras das músicas. O filme foi lançado nos cinemas norte-americanos em 25 de dezembro de 2009.
O elenco principal é composto por Daniel Day-Lewis, Nicole Kidman, Marion Cotillard, Penélope Cruz, Judi Dench, Sophia Loren, Kate Hudson e Stacy Ferguson.

## Sinopse
Aproximando-se dos cinquenta anos, o diretor Guido Contini (Daniel Day-Lewis) está enfrentando uma crise de meia idade que está sufocando a sua criatividade e levando-o em uma variedade de complexos e envolvimentos românticos. Enquanto ele se esforça para concluir seu filme mais recente, é forçado a equilibrar as numerosas presenças femininas formativas na sua vida, incluindo sua esposa Luisa Contini (Marion Cotillard), sua amante Carla (Penélope Cruz), sua estrela de cinema e musa Claudia Jenssen (Nicole Kidman), sua confidente e figurinista Lilliane (Judi Dench), a jornalista de moda americana Stephanie (Kate Hudson), a prostituta da sua juventude Saraghina (Stacy "Fergie" Ferguson) e sua mãe (Sophia Loren).[carece de fontes?]

## Elenco
- Daniel Day-Lewis como Guido Contini
- Marion Cotillard como Luisa Contini
- Penélope Cruz como Carla Albanese
- Judi Dench como Lilliane La Fleur
- Kate Hudson como Stephanie Necrophuros
- Stacy Ferguson como La Saraghina
- Nicole Kidman como Claudia Jenssen
- Sophia Loren como Mamma

## Produção

### Premissa
Em 12 de abril de 2007, Variety anunciou que Rob Marshall iria dirigir uma adaptação cinematográfica de Nine (nove) para a Weinstein Company. Marshall já havia dirigido Chicago para os Weinsteins enquanto eles ainda estavam na ramax. O filme foi programado para ser coproduzido pela própria empresa de Marshall, Lucamar Productions.3[carece de fontes?]

### Elenco
Em 4 de abril de 2008, foi relatado que Nicole Kidman tinha substituído Catherine Zeta-Jones, que recusou o papel quando o diretor Marshall não aceitou expandir o papel para o filme. Isso marcará Kidman primeira grande ecrã musical desde Moulin Rouge.
A 14 de maio de 2008, a revista Variety anunciou que Daniel Day-Lewis iria para estrelar o filme de Guido Contini, personagem principal do filme, após Javier Bardem desistir devido à exaustão. Dias mais tarde, foi relatado que foram enviados vídeos de Lewis aos produtores, e estes ficaram chocados com a sua voz. Em 19 de maio de 2008, segundo a People, o ator conseguiu o papel. Antonio Banderas, que atuou no renascimento de Broadway disse que estava "desapontado" por não ter sido escolhido, mas confidenciou que o trailer do filme estava ótimo e só queria o "melhor" para todos os envolvidos.
Variety também informou que Penélope Cruz fez o teste para o papel de "Cláudia", mas foi-lhe atribuído o papel de "Carla", e Marion Cotillard, que fez o teste para "Liliane", ficou com o de "Luisa".
Kate Hudson ganhou o papel para que Anne Hathaway e Sienna Miller já haviam sido consideradas. Em 18 de julho de 2008, a revista People divulgou que Fergie foi escolhida para a personagem de "Saraghina".
Katie Holmes e Demi Moore fizeram ambas o casting, mas não foram colocadas.

### Produção
Daniel Day-Lewis estudou italiano para seu papel e frequentemente falava a língua dentro e fora do personagem.
Os ensaios para o filme começaram em agosto de 2008; as canções foram gravadas posteriormente, no final de setembro, e as filmagens começaram em outubro na Sheparton Studios, em Londres. O filme havia sido definido para disparar em Toronto, no entanto, uma vez Day-Lewis, assinou contrato, a produção se mudou para Londres. Além disso, as filmagens tiveram lugares na Itália, e na Cinecittà Film Studios.
O cronograma de Nine (Nove) exigiu que Nicole Kidman poderia começar os ensaios apenas quatro semanas após o parto de sua filha.
O trailer do filme foi lançado no dia 14 de maio de 2009.[carece de fontes?]

### Trilha sonora
A trilha sonora foi lançada pela Geffen Records, em novembro, coincidindo com o lançamento do filme.
Variety confirmou que três novas canções foram criadas para o filme pelo compositor original da Broadway, Maury Yeston: Guarda la Luna (Look at the Moon), cantada por Loren, uma canção de ninar adaptada por Yeston especificamente para a voz de Loren (mas com a melodia na música Nine da pontuação Broadway).
Cinema Italiano, um número que Kate Hudson executa que tem "um toque retrô, elementos do pop dos anos 60", que ilustra a importância do cinema italiano naquela época.
E Take It All, escrito originalmente como um trio de Kidman, Cruz e Cotillard mas, pouco antes, rearranjado como um solo de Cotillard, de acordo com o supervisor musical Matt Sullivan.[carece de fontes?]

## Recepção
Trm um índice de aprovação de 37% em base de 194 críticas no Rotten Tomatoes, que publicou um consenso: “Tem um jogo, ótima aparência de elenco, liderado sempre pelo Daniel Day-Lewis o que vale a pena, mas Nine de Rob Marshall é caótico e curiosamente distante”.